# Список персонажів «Наруто»
Наруто має величезну кількість різноманітних персонажів, кожен з яких дуже добре описаний і розкритий. Всі персонажі пов'язані між собою. Прогрес особистостей проявляється як в розвитку навичок ніндзя, так і в зміцненні дружби між один одним.

## Головні герої

Наруто Узумакі

Хатаке Какаші

Сакура Харуно

Наруто Узумакі (яп. うずまきナルト) — головний герой. Гіперактивний, енергійний, цілеспрямований, прямолінійний і щирий хлопець, що завжди готовий врятувати своїх друзів. Обожнює рамен (японська страва). Закоханий в Сакуру. Багато говорить, і переважно дурниці. Наділений здатністю подружитися з будь-ким і поліпшувати оточення. Є носієм демона (біджу) Дев'ятихвостого Лиса. За словами Джираї «наділений дивовижною здатністю змінювати людей». Запальний та в дитинстві не надто любить аналізувати сутички та суперників. Походить з клану Узумакі з земель Едді. Найчастіше виконує дві техніки «Расеґан» та «Техніка тіньового клонування». Стихія чакри — вітер.

Саске Учіха

Сейю: Такеуті Дзюнко
Саске Учіха (яп. うちはサスケ) — найкращий друг Наруто і його незмінний суперник. Належить до наймогутнішого клану Конохи. Володіє Ґекеґенкай клану — Шарінґаном. Його дитинство позначене страшною психологічною травмою, через яку Саске частково замкнувся у собі. Дуже рідко посміхається. Але в команді № 7 він знайшов собі друзів і силу боротися за дорогих йому людей. Надзвичайно талановитий молодий ніндзя. Після сутички зі своїм старшим братом Ітачі Учиха в аніме «Наруто» вважається єдиним з нині живих членів клану Учиха (окрім Обіто). Отримує здатність застосовувати так званий Манґекю Шарінґан (посилену версію Кекке-ґенкаю «Шарінґан»). Також згодом стає одним зі спадкоємців сили Індри і отримує інший легендарний Кекке-Ґенкай «Рінненґан». Стихія чакри — блискавка та вогонь.
Сейю: Сугіяма Норіакі
Хатаке Какаші (яп. はたけカカシ) — сенсей команди № 7. Надзвичайно сильний шінобі. Постійно запізнюється, придумуючи безглузді виправдання. Суворий і вимогливий, але дуже турботливий і відданий команді. У лівому оці має Шарінґан — Кеккегенкай клану Учіха (їхню спадкову силу). Смерть близького друга Какаші (Обіто Учихи) сильно вразила Какаші, після чого головною рисою. яку він цінує в молодих ніндзя — командна праця. Дуже добре розуміє людську психологію та дуже холоднокровний, навіть перед лицем смертельної загрози. Стихія чакри — блискавка та вода (можливо). Спершу не дуже приділяє увагу Наруто, вважючи Саске більш перспективним варіантом (в аніме показується, що навіть їхніми характерами вони вельми схожі), але після зради Саске та його втечі розуміє, що шлях зради, на який став Саске є неприпустимим і вирішив розвинути талант Наруто до максимуму, допомагаючи йому розкрити весь потенціал. Часто пригощає Наруто раменом.
Сейю: Інойє Казугіко
Сакура Харуно (яп. 春野サクラ) — єдина дівчина в команді № 7. Добра і мила, однак невпевнена в собі. Будучи найслабшою в команді, часто проявляє велику силу духу, допомагаючи друзям. Шалено закохана в Саске, але він не відповідає їй взаємністю. Натомість Наруто закоханий у Сакуру. Спершу Сакура дуже люто відкидає будь які спроби Наруто налагодити з нею стосунки. Але, помічаючи легку та добру природу Наруто, прив'язується до нього. як до друга і беззастережно на нього покладається. Має вельми широке чоло. яке стає об'єктом постійних насмішок Іно Яманаки. Має гарний інтелект та чудово може впоратися з письмовими завданнями. Володіє деякими техніками, спрямованими проти гендзюцу. Також використовує медичні техніки. яким її навчила Тсундае Сенджу. Має величезну фізичну силу. Отримує мітку, яка дає їй можливість регенерувати пошкоджені клітини з неймовірною швидкістю (таку саму має Тсунаде).
Сейю: Накамура Чійо

## Однолітки Наруто
Іно Яманака — дівчина команди № 10, найталановитіша кунойічі випуску, колишня найкраща подруга Сакури, добра, розумна і впевнена в собі. Наділена бойовим і рішучим характером і яскравою зовнішністю. Шалено закохана в Саске.
Шікамару Нара — другий член команди № 10, справжній геній, але дуже лінивий. Улюблене заняття Шікамару — дивитись на хмарки або спати. Стверджує, що зовсім не розуміє жінок. Прекрасний стратег.
Чьоджі Акімічі — третій член команди № 10. Найважливішим у своєму житті вважає процес поглинання їжі, тому є товстуном, хоча нікому не дозволяє себе так називати. Насправді Чьоджі дуже переживає за близьких йому людей, готовий на самопожертву. Найкращий другом є Шикамару, заради якого ризикував життям.
Хіната Хюґа — дівчина команди № 8, дуже невпевнена в собі. Скромна і тиха. Закохана в Наруто, але соромиться сказати йому про це. Належить до одного з наймогутніших кланів Конохи, володіє Доджутсу (зоровим джутсу) клану — Б'якуґаном .
Кіба Інузука — другий член команди № 8. Дещо самовпевнений, але надзвичайно сильно переживає за своїх друзів. Завжди разом зі своїм собакою Акамару, з яким навіть йде у бій. Спеціалізуються на «звіриних атаках». Належить до клану Інузука.
Шино Абураме — третій член комнди № 8. Мовчазний і дивний. Спеціалізується на атаках, пов'язаних з комахами. Розсудливий і холодний. Належить до клану Абураме. Носить темні окуляри.
Тен Тен — єдина дівчина команди Гая, старша на рік від Наруто. Надзвичайно здібна у всіх техніках, пов'язаних зі зброєю. Здатна викликати тисячі видів зброї.
Рок Лі — другий член команди Ґая. Старший на рік від Наруто. Не має таланту до Ґенджутсу (ілюзорних технік) чи Нінджутсу. Тому сконцентрував увагу на Тайджутсу, розвинувши його до неймовірного рівня. Захоплюється своїм сенсеєм Ґаєм, закоханий в Сакуру. Наділений надзвичайно густими бровами і дивної форми очима.
Неджи Хюґа — третій член команди Ґая, надзвичайно талановитий ніндзя. Старший на рік від Наруто. Володіє Доджутсу (зоровим джутсу) клану Хюґа — Б'якуґаном. Належить до побічної лінії клану, через що довгий час ненавидів головну лінію. Розумний і розсудливий. Єдиний з однолітків досягнув рівня Джонін. Загинув врятувавши Наруто та Хінату.
Темарі — куноїчі селища Піску. Старша на два роки від Наруто. Входить в команду Бакі. Старша сестра Ґаари і Канкуро. Може здатися зверхньою і самовпевненою, але в душі є доброю. Володіє техніками, які базуються на стихії повітря. Має певні почуття до Шикамару, але занадто горда, щоб розповісти йому по це.
Ґаара — другий член команди Бакі, одноліток Наруто, син Казекаґе (Каґе селища піску). Має у собі демона Шикаку, через якого Ґаару ненавиділи у себе в селищі. Через це Ґаара замкнувся у собі і вирішив вбивати кожного, хто стоїть у нього на шляху. Водночас, під впливом Наруто Узумакі, змінився, став цінувати оточуючих. Досяг рівня Казекаґе (лідера) у своєму селищі.
Канкуро — третій член команди Бакі, старший брат Ґаари, старший від Наруто на рік. Володіє техніками маріонеток. Хитрий та самовпевнений. Раніше боявся свого молодшого брата Ґаару. Має дивний малюнок на обличчі.

## Сенсеї команд
Асума Сарутобі — сенсей команди № 10, навчив Іно, Чьоджі, Шикамару всьому, що вони знають. Надзвичайно сильний ніндзя. Загинув у поєдинку з Хіданом. Батько дитини Юхі Куренай-сенсея команди № 8.
Куренай Юхі — сенсей команди № 8, надзвичайно талановита куноїчі, майстер ґендзюцу та ілюзорних технік. Одна з небагатьох жінок-джонін, що свідчить про її високий рівень підготовки. Має дитину від Асуми Сарутобі, якій вона дала ім'я — Мірай.
Майто Гай — сенсей команди у складі Тен Тен, Рока Лі і Неджі Хюґа. Спершу може здатися дещо несповна розуму. Майстер тайдзюцу. Є ідеалом ніндзя для Лі. Вічний суперник Какаші Хатаке.

## Три легендарних ніндзя (саніни)
Джірайя — могутній ніндзя Конохи, дещо вітряний і загалом нагадує Наруто. Колишній член команди Третього Хокаґе. Пише книги порнографічного змісту, відому як «Любовні Тактики», любить підглядати за дівочими ваннами. Загинув у бою з лідером Акацукі — Пейном, своїм колишнім учнем. Був наставником Наруто.
Цунаде — куноїчі-медик, найкраща з-поміж усіх медиків. Колишній член команди Третього Хокаґе. Неймовірно вродлива, але любить випити і володіє препоганим характером. Стала Хокаґе Конохи. Наставник Сакури.
Орочімару — ніндзя-зрадник. Колишній член команди Третього Хокаґе. Злочинець рівня S. Покинув Коноху, заснував власне Селище Звуку. Наставник Саске, згодом був убитий ним же. Орочімару — вбивця Третього Хокаґе, свого сенсея. Колишній член «Акацукі».

## Організація «Акацукі»
«Акацукі» — кримінальна організація, що полює на Хвостатих Демонів(Біджу) і складається із ніндзя–зрадників, злочинців класу S.
- Пейн — лідер Акацукі, його ціль — створити нове суспільство без ніндзя і війн, помирає в бою з Наруто. Колишній учень Джираї. Володіє рініганом.
- Конан — партнер Пейна, єдина жінка в Акацукі. Також колишня учениця Джираї. Володіє паперовими техніками.
- Ітачі Учіха — як ми думаємо, ніндзя-зрадник Конохи, що знищив клан Учіха та, ненавидить брата Саске. Але насправді він дуже любив свого брата і не був зрадником. Перед смертю, Ітачі передав Саске всю силу своїх очей.
- Кісаме Хошіґакі  — напарник Ітачі, ніндзя–зрадник із Селища Туману. Учинив самовбивство, не схотівши попасти в полон.
- Дейдара — ніндзя–зрадник з Іваґакуре. Загинув під час бою з Саске, підірвавши себе.
- Тобі  — він же — Учіха Обіто, істинний лідер Акацукі, що таємно віддає накази Пейну.
- Сасорі — колишній партнер Дейдари, загинув у поєдинку із Сакурою Харуно і Чійо (радник піску, бабуся Сасорі).
- Зецу — шпигун «Акацукі», єдиний, хто не працює в парі.
- Какузу — скарбник Акацукі. Цінує лише гроші. Вбитий у поєдинку з командою № 7. Какузо базується на Кучісаке-Онна з японського фольклору
- Хідан  — партнер Какузу, що дотримується темної релігії, через що від практично безсмертний. Похований живцем в бою з Шикамару Нара.
- Обіто — один з членів акацукі, показаний в перших арках. Ззовні здається дурником та блазнем. але вреншті-решт відкривається його справжня феноментальна суть, про яку мало хто здогадувався і міг подумати.

## Каґе(лідери селищ)

### Коноха (Хокаґе)
- Хаширама Сенджу (1 хокаґе)
- Тобірама Сенджу (2 хокаґе)
- Хірузен Сарутобі (3 хокаґе)
- Намікадзе Мінато (4 хокаґе)
- Цунаде Сенджу (5 хокаґе)
- Хатаке Какаші (6 хокаґе)
- Удзумакі Наруто (7 хокаґе)

### Суна (Казекаґе)
- Рето (1 казекаґе)
- Шамон (2 казекаґе)
- ім'я невідоме (3 казекаґе)
- Раса (4 казекаґе)
- Ґаара (5 казекаґе)

### Кірі (Мідзукаґе)
- Б'якурен (1 мідзукаґе)
- Генгецу Хозукі (2 мідзукаґе)
- ім'я невідоме (3 мідзукаґе)
- Яґура (4 мідзукаґе)
- Мей Терумі (5 мідзукаґе)
- Чоджиро (6 мізукаґе)

### Кумо (Райкаґе)
- Ей (1 райкаґе)
- Ей (2 райкаґе)
- Ей (3 райкаґе)
- Ей (4 райкаґе)
- Даруї (5 райкаґе)

### Іва (Цучікаґе)
- Ішикава (1 цучікаґе)
- Муу (2 цучікаґе)
- Оонокі (3 цучікаґе)
- Куроцучі (4 цучікаґе)

## Відомі джинчюрікі

### Однохвостий (Шукаку)
- Бунпуку
- Ґаара

### Двохвостий (Мататабі)
- Юґіто Ні

### Трьохвостий (Ісобу)
- Каратачі Ягура
- Нохара Рін

### Чотирьохвостий (Сон Ґоку)
- Роуші

### П'ятихвостий (Кокуоо)
- Хан

### Шестихвостий (Сайкен)
- Утаката

### Семихвостий (Чоумей)
- Фуу

### Восьмихвостий (Ґ'юкі)
- Батько Блу Бі
- Дядько Блу Бі
- Блу Бі
- Кіллер Бі

### Дев'ятихвостий (Курама)
- Удзумакі Місто
- Удзумакі Кушина
- Удзумакі Наруто

## Клани (Коноха)

### Учіха (відомі представники)
- Мадара Учіха
- Ізуна Учіха
- Таджіма Учіха
- Фуґаку Учіха
- Мікото Учіха
- Ітачі Учіха
- Шисуї Учіха
- Саске Учіха
- Обіто Учіха
- Ізумі Учіха
- Сарада Учіха

### Х'юґа
- Хісаші Х'юґа
- Неджі Х'юґа
- Хіната Х'юґа (Удзумакі)
- Хіаші Х'юґа
- Ханабі Х'юґа
- Хімаварі Удзумакі (в «Боруто»)

### Абураме
- Мута Абураме
- Шибі Абураме
- Шикуро Абураме
- Шино Абураме
- Тацума Абураме
- Торуне Абураме
- Йоджі Абураме

### Нара
- Шикаку Нара
- Шикамару Нара
- Шикадай Нара
- Сузаку Нара
- Темарі (в «Боруто»)

### Яманака
- Фу Яманака
- Іно Яманака
- Іноджин Яманака
- Мати Іно
- Іноічі Яманака
- Санта Яманака
- Сай (в «Боруто»)

### Сенджу
- Хаширама Сенджу
- Тобірама Сенджу
- Тсунаде Сенджу
- Навакі Сенджу
- Тока Сенджу
- Міто Удзумакі (дружина Хаширами)
- Тока Сенджу
- Каварама Сенджу

### Інузука
- Хаха Інузука
- Тсуме Інузука
- Кіба Інузука
- Акамару
- Акемару
- Чамару
- Куромару
- Акіта Інузука
- Ґаку Інузука
- Три брати Хаймару

## Сім легендарних мечників Туману
- Момочі Забуза
- Хошиґакі Кісаме